# Rádiófax

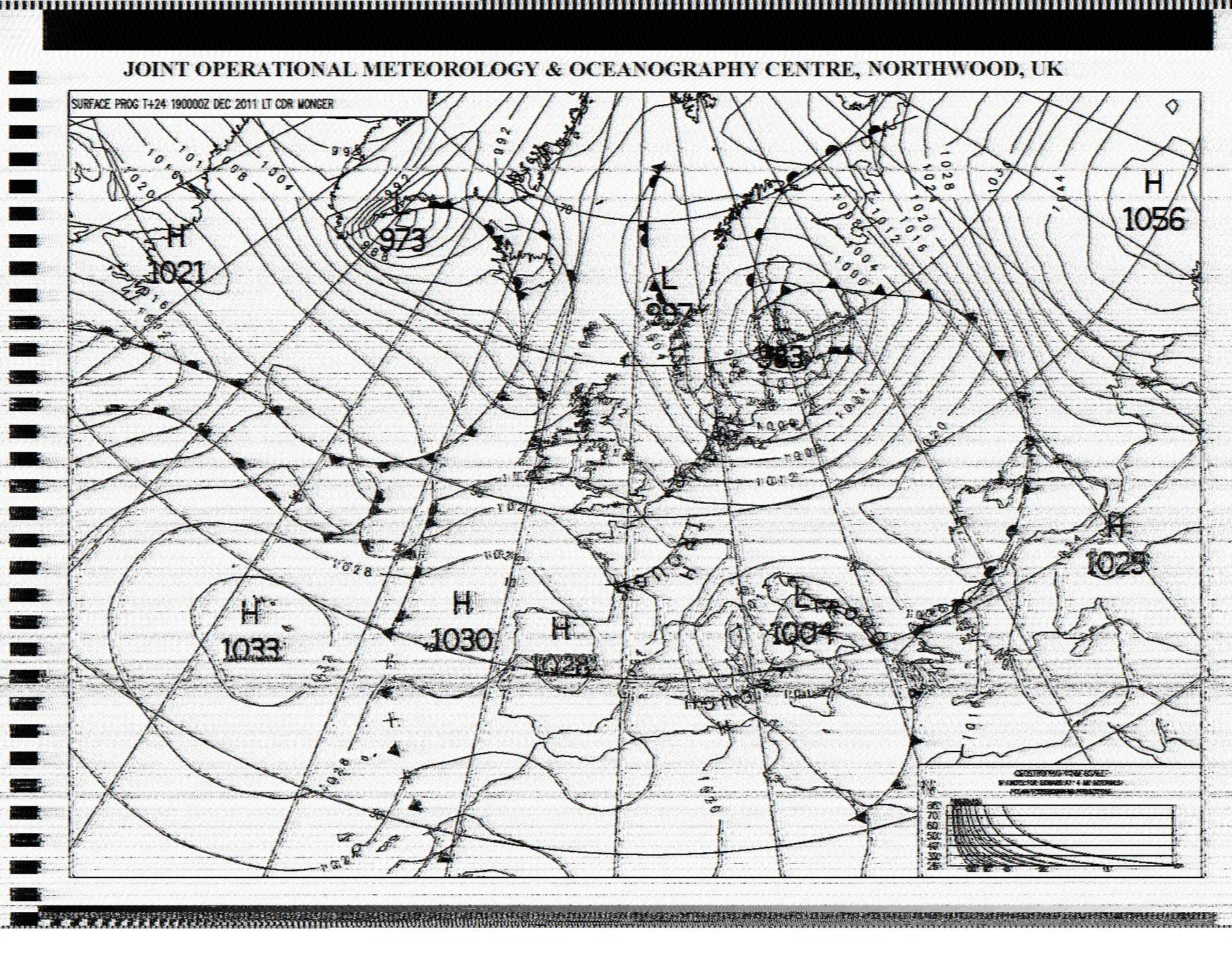
A rádiófaxot napjainkban is használják időjárási térképek átvitelére.

A rádiófax vagy HF fax egy analóg mód szürkeárnyalatos vagy fekete-fehér pontokból álló képek nagyfrekvenciás (HF) rádióhullámokon keresztüli továbbítására. Ez volt a lassú pásztázású televízió (SSTV) elődje.
Az 1930-as évektől az 1970-es évek elejéig ez volt az elsődleges módszer fényképek távoli helyekről (különösen szigetekről) történő küldésére.
Napjainkban még mindig használják időjárási térképek és információk (WeFAX) tengeri hajókra történő továbbítására.

## Története
Richard H. Ranger, a Radio Corporation of America (RCA) villamosmérnöke feltalált egy módszert a fényképek rádiós küldésére. Rendszerét vezeték nélküli fotoradiogramnak nevezte el.
1924. november 29-én Ranger rendszerét arra használták, hogy egy fényképet küldjenek New York Cityből Londonba. A kép Calvin Coolidge elnököt ábrázolta, és ez volt az első transzóceánon átívelő rádiós fényképátvitel. Szintén ebben az évben Herbert E. Ives, az AT&T mérnöke továbbította az első színes fényképet.
Charles J. Young, az RCA alapítójának, Owen D. Youngnak és Ernst Alexandersonnak a fia, rádiófaxrendszert fejlesztett ki a General Electric számára. 1931. augusztus 12-én ez a rendszer sikeresen továbbította a New York állambeli Schenectadyben megjelenő Union-Star újság egy példányát az America és a Minnekahda transzatlanti hajóknak. Egyetlen, 8+1⁄2 x 9 hüvelyk (220 x 230 mm) méretű oldal átvitele 15 percig tartott.

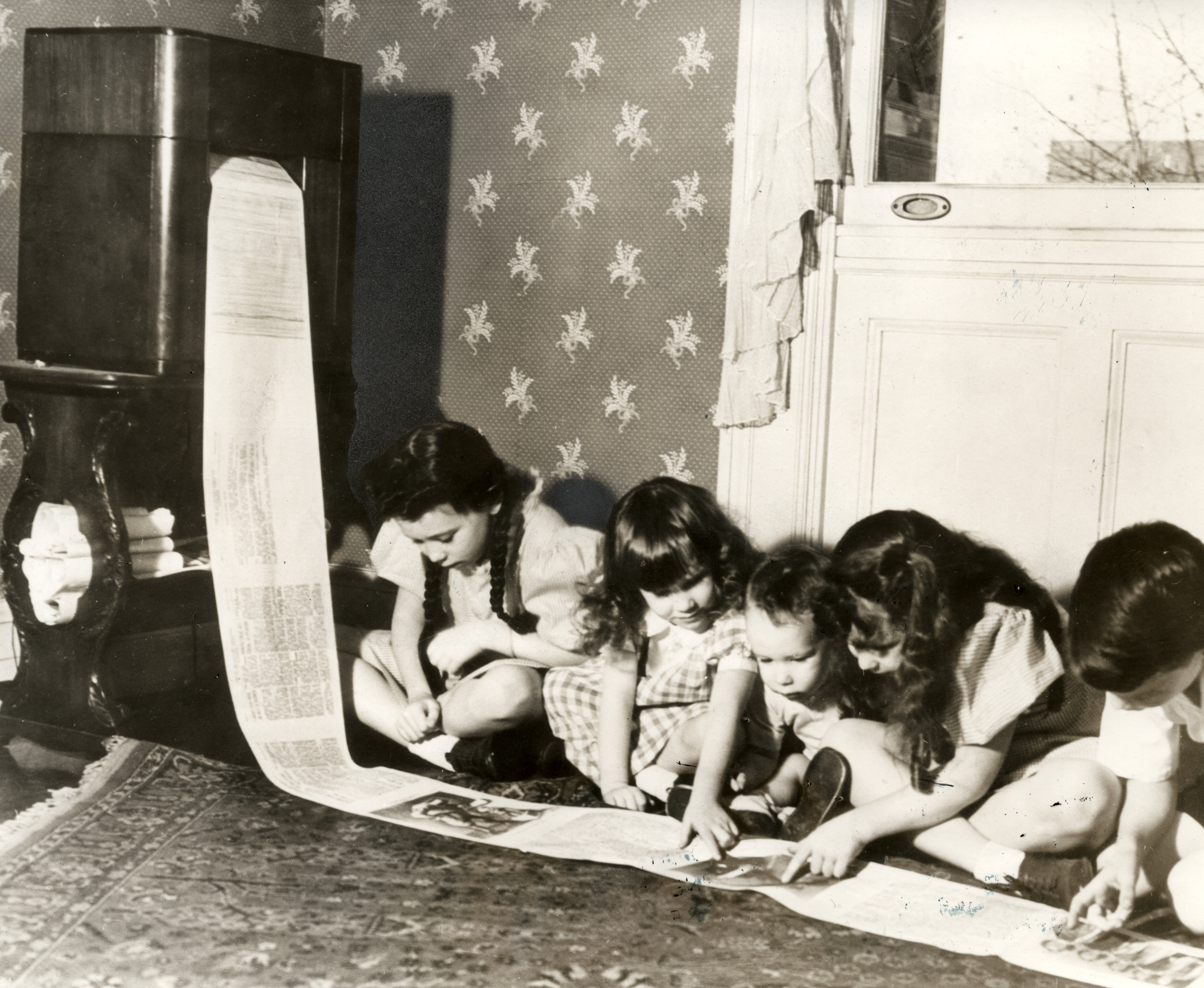
Rádiófax formában továbbított napilap

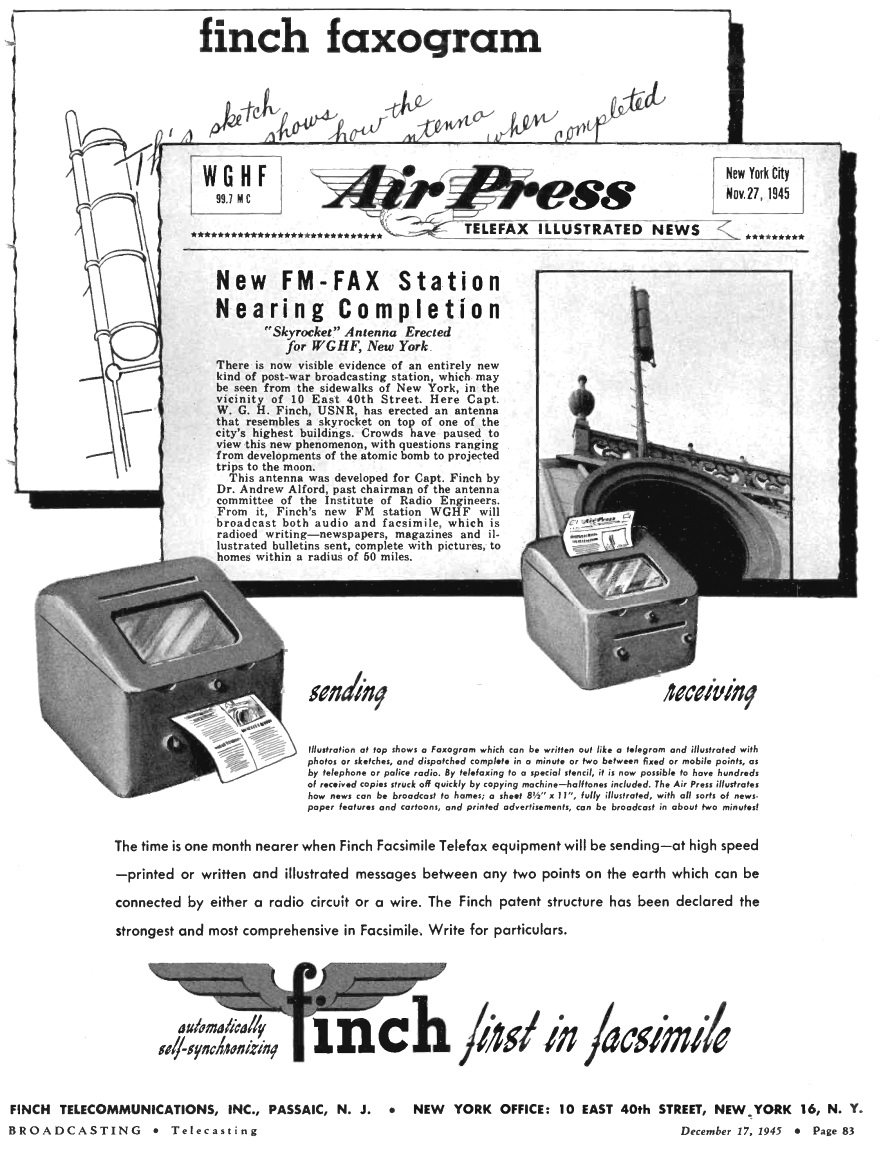
Az 1930-as évek végétől kezdődően a Finch faxrendszerét használták „rádióújság” magánlakásokba történő továbbítására

Az 1930-as évek végétől kezdődően a Finch faxrendszerét használták „rádióújság” magánlakásokba történő továbbítására kereskedelmi AM rádióállomásokon és Finch hőpapírt használó nyomtatójával felszerelt hagyományos rádióvevőkön keresztül. Az új és potenciálisan aranyat érő lehetőséget érzékelve a versenytársak hamarosan beléptek a pályára, de a nyomtató és a speciális papír drága luxuscikk volt, az AM rádióadás nagyon lassú és érzékeny volt a statikus zajra, az újság pedig túl kicsi volt. Miután Finch és mások több mint tíz évig ismételten megpróbálták életképes vállalkozássá tenni ezt a szolgáltatást, a közönség, amely látszólag elégedett volt az olcsóbb és sokkal nagyobb mennyiségű, házhoz szállított napilapokkal, valamint a hagyományos, szóbeli rádióközleményekkel, amelyek bármilyen „forró” hírt közöltek, még mindig csak futólagos kíváncsiságot mutatott az új médium iránt.
A második világháború alatt több ezer fényképet továbbítottak Európából és a csendes-óceáni szigetekről az Egyesült Államokba. A nagy hírügynökségek (AP, UPI, Reuters) a lehető legközelebb tartották fenn saját tengerentúli rádiófax-adóikat a cselekmény helyszínéhez. Az Iwo Jimán felvont ikonikus zászlót több száz amerikai újságban közölték egy napon belül, mivel vezeték nélküli rádiófaxon továbbították Guamról New York Citybe, 12781 km távolságból.
Az 1940-es évek végére a rádiófax-vevők kellően miniatürizáltak voltak ahhoz, hogy a Western Union "Telecar" távirat-kézbesítő járműveinek műszerfala alá be lehessen szerelni őket.
Az 1960-as években az Egyesült Államok hadserege a Courier műhold segítségével műholdas faxon keresztül továbbította az első fényképet Puerto Ricóba a Deal teszthelyszínről.

## Weatherfax, WEFAX
Egy évtizeddel a rádiófax bevezetése után a Nemzeti Meteorológiai Szolgálat (NWS) elkezdte az időjárási térképek sugárzását a rádiófax technológia segítségével. 
Az NWS ezt az új szolgáltatást weatherfax-nek nevezte el (a WeFax rövidítés a "weather fax" (időjárás-fax) szavakból származik).
A NOAA frekvenciákat és menetrendeket ismertető rendszeres kiadványának borítóján a "Worldwide Marine Radiofax Broadcast Schedules" (Világméretű tengeri rádiófax sugárzási ütemtervek) felirat olvasható.
Az 1950-es években faxgépeket használtak időjárási térképek továbbítására. Az Egyesült Államokban először vezetékes telefonokon, majd nemzetközi szinten HF rádión keresztül. Az időjárási térképek rádiós átvitele óriási rugalmasságot biztosít a tengeri és légi közlekedési felhasználók számára, mivel most már kéznél vannak a legfrissebb időjárási információk és előrejelzések, amelyeket az utazások megtervezéséhez használhatnak.

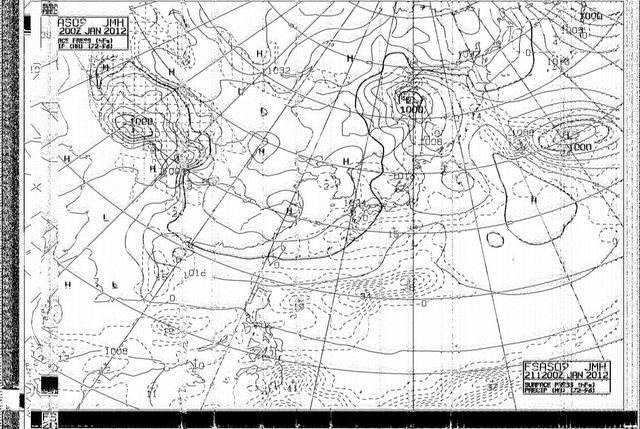
Japán WeFAX

A Radiofax a faxtechnológiára támaszkodik, ahol a nyomtatott információkat soronként beolvassák, és elektromos jellé kódolják, amelyet aztán telefonvonalon vagy rádióhullámokon keresztül távoli helyekre lehet továbbítani. Mivel az időegység alatt továbbított információ mennyisége egyenesen arányos a rendelkezésre álló sávszélességgel, az időjárási térkép továbbításának sebessége az átvitelhez használt közeg minőségétől függ.
Manapság a rádiófax adatok FTP-n keresztül letölthetők az internetes oldalakról, például a Nemzeti Óceán- és Légkörkutatási Hivatal (NOAA) által üzemeltetett oldalakról. A NOAA a rádiófax adásokat az ország több helyszínéről is sugározza rendszeres napi ütemterv szerint. A rádiós időjárásfax adások különösen hasznosak a hajózás számára, ahol korlátozottak az internet-hozzáférési lehetőségek.
A időjárásfax kifejezés arról a technológiáról ered, amely lehetővé teszi az időjárási térképek (felszíni elemzések, előrejelzések és egyéb) továbbítását és fogadását egy átviteli helyről (általában a meteorológiai hivatal) egy távoli helyszínre (ahol a tényleges felhasználók vannak).

## Átviteli jellemzők
A rádiófax egyoldalsávos amplitudómodulációval kerül átvitelre.
A moduláció a vivőfrekvenciát egy adott mértékben eltolja felfelé vagy lefelé, attól függően, hogy hogy fehér vagy fekete pixeleket továbbít. A fehér vagy fekete pixel kisebb eltérését a szürke árnyalatának tekintjük. Helyes hangolás esetén (USB esetén 1,9 kHz-cel a hozzárendelt frekvencia alatt, LSB esetén a frekvencia felett) a jel frekvenciája az árnyalattól függően változik:
- fekete esetén 1,5 kHz-en,
- fehér esetén pedig 2,3 kHz-en

jelenik  meg a csatorna kezdőfrekvenciájától.
Általában percenként 120 sor (LPM) kerül átvitelre (Monokróm fax esetén a lehetséges értékek: 60, 90, 100, 120, 180, 240. Színes fax esetén az LPM lehet: 120, 240).
A rádiófax-átvitel dekódolásához ismerni kell az együttműködési indexként (IOC) ismert értéket is – ez szabályozza a képfelbontást.
A dobolvasókat használó korai rádiófaxgépekből származik, és a teljes vonalhossz és az egységnyi hosszra jutó sorok számának (néha együttműködési tényezőként ismert) szorzata, osztva π-vel. Az IOC általában 576.

## APT - Automatic Picture Transmission format (Automatikus képátviteli formátum)

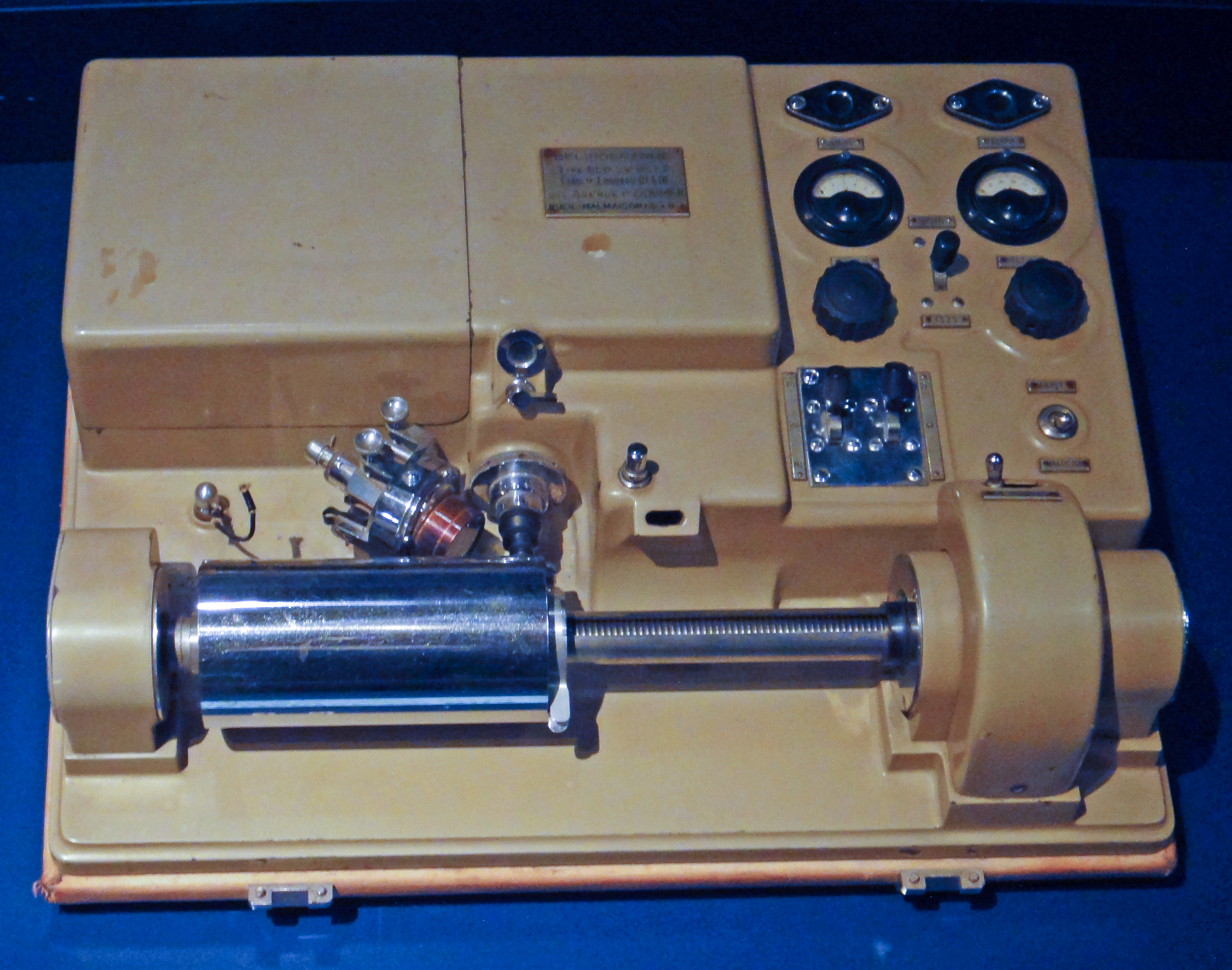
Belinograph BEP-2V - MfK Bern - Mechanikus faxnyomtató

Az APT formátum lehetővé teszi a szolgáltatások felügyelet nélküli monitorozását. A legtöbb földi meteorológiai faxállomás, valamint a geostacionárius meteorológiai műholdak használják.
- A starthang indítja el a vevőrendszert. Eredetileg arra szolgált, hogy elegendő időt biztosítson a mechanikus rendszerek dobjának a felpörgéshez. A videovivő gyors modulációjából áll, ami egy jellegzetes reszelős hangot eredményez.
- A periodikus impulzusokból álló fázisjel szinkronizálja a vevőt úgy, hogy a kép a papír közepére kerüljön.
- A stophang, amelyet opcionálisan fekete szín követ, az átvitel végét jelzi.

| Jel        | Időtartam | IOC576     | IOC288    | Remarks                                  |
| ---------- | --------- | ---------- | --------- | ---------------------------------------- |
| Start tone | 5s        | 300 Hz     | 675 Hz    | 200 Hz szines faxok esetén               |
| Fázisjel   | 30s       |            |           | fekete sor megszakítva fehér impulzussal |
| kép        | Változó   | 1200 lines | 600 lines | 120                                      |
| Stophang   | 5s        | 450 Hz     | 450 Hz    |                                          |
| Fekete     | 10s       |            |           |                                          |

## WeFAX sugárzási ütemterv
| Idő, UTC (ÓÓPP) | Álomás helye                | Hívójel       | f        | Üzemeltető ország                 | Formátum                        |
| --------------- | --------------------------- | ------------- | -------- | --------------------------------- | ------------------------------- |
| 0000            | Wiluna                      | VMW           | 7535000  | AUSTRALIA                         | Weather FAX*; 120/576           |
| 0000            | Wiluna                      | VMW           | 10555000 | AUSTRALIA                         | Weather FAX*; 120/576           |
| 0000            | Wiluna                      | VMW           | 15615000 | AUSTRALIA                         | Weather FAX*; 120/576           |
| 0000            | USCG New Orleans, LA        | NMG (NMG-2)   | 4317900  | US - Atlantic and Gulf            | Weather FAX*; 120/576           |
| 0000            | USCG New Orleans, LA        | NMG (NMG-2)   | 8503900  | US - Atlantic and Gulf            | Weather FAX*; 120/576           |
| 0000            | USCG New Orleans, LA        | NMG (NMG-2)   | 12789900 | US - Atlantic and Gulf            | Weather FAX*; 120/576           |
| 0000            | Charleville                 | VMC           | 5100000  | AUSTRALIA                         | Weather FAX*; 120/576           |
| 0000            | Charleville                 | VMC           | 11030000 | AUSTRALIA                         | Weather FAX*; 120/576           |
| 0000            | Charleville                 | VMC           | 13920000 | AUSTRALIA                         | Weather FAX*; 120/576           |
| 0000            | Tokyo                       | JMH           | 3622500  | JAPAN                             | Ice FAX; 120/576                |
| 0000            | Tokyo                       | JMH           | 7795000  | JAPAN                             | Ice FAX; 120/576                |
| 0000            | Tokyo                       | JMH           | 13988500 | JAPAN                             | Ice FAX; 120/576                |
| 0000            | Tokyo                       | JMH           | 3622500  | JAPAN                             | Ice FAX; 120/576                |
| 0000            | Tokyo                       | JMH           | 7795000  | JAPAN                             | Ice FAX; 120/576                |
| 0000            | Tokyo                       | JMH           | 13988500 | JAPAN                             | Ice FAX; 120/576                |
| 0000            | Tokyo                       | JMH           | 3622500  | JAPAN                             | Ice FAX; 120/576                |
| 0000            | Tokyo                       | JMH           | 7795000  | JAPAN                             | Ice FAX; 120/576                |
| 0000            | Tokyo                       | JMH           | 13988500 | JAPAN                             | Ice FAX; 120/576                |
| 0000            | Casey, AUS                  | VLM           | 7470000  | ANTARCTICA                        | Weather FAX*; 120/576           |
| 0000            | Dakar                       | 6VA/6VU       | 13667500 | SENEGAL                           | Weather FAX; 120/576            |
| 0000            | Dakar                       | 6VA/6VU       | 19750000 | SENEGAL                           | Weather FAX; 120/576            |
| 0000            | Tokyo                       | JMH           | 3622500  | JAPAN                             | Weather FAX*; 120/576           |
| 0000            | Tokyo                       | JMH           | 7795000  | JAPAN                             | Weather FAX*; 120/576           |
| 0000            | Tokyo                       | JMH           | 13988500 | JAPAN                             | Weather FAX*; 120/576           |
| 0000            | USCG Boston, MA             | NMF/NIK/NMF-7 | 6340500  | US - Atlantic and Gulf            | Weather FAX*; 120/576           |
| 0000            | USCG Boston, MA             | NMF/NIK/NMF-7 | 9110000  | US - Atlantic and Gulf            | Weather FAX*; 120/576           |
| 0000            | Honolulu, HI                | KVM70         | 11090000 | US - Hawaii                       | Weather FAX*; 120/576           |
| 0000            | Halifax, N.S.               | VCS/CFH       | 4271000  | CANADA - Arctic and Atlantic      | Weather FAX*; 120/576           |
| 0000            | Halifax, N.S.               | VCS/CFH       | 6496400  | CANADA - Arctic and Atlantic      | Weather FAX*; 120/576           |
| 0000            | Halifax, N.S.               | VCS/CFH       | 10536000 | CANADA - Arctic and Atlantic      | Weather FAX*; 120/576           |
| 0000            | Halifax, N.S.               | VCS/CFH       | 13510000 | CANADA - Arctic and Atlantic      | Weather FAX*; 120/576           |
| 0000            | USCG Point Reyes, CA        | NMC/NMC-17    | 8682000  | US - Pacific                      | Weather FAX*; 120/576           |
| 0000            | USCG Point Reyes, CA        | NMC/NMC-17    | 12786000 | US - Pacific                      | Weather FAX*; 120/576           |
| 0000            | USCG Point Reyes, CA        | NMC/NMC-17    | 17151200 | US - Pacific                      | Weather FAX*; 120/576           |
| 0001            | Halifax, N.S.               | VCS/CFH       | 4271000  | CANADA - Arctic and Atlantic      | Ice FAX*; 120/576               |
| 0001            | Halifax, N.S.               | VCS/CFH       | 6496400  | CANADA - Arctic and Atlantic      | Ice FAX*; 120/576               |
| 0001            | Halifax, N.S.               | VCS/CFH       | 10536000 | CANADA - Arctic and Atlantic      | Ice FAX*; 120/576               |
| 0001            | Halifax, N.S.               | VCS/CFH       | 13510000 | CANADA - Arctic and Atlantic      | Ice FAX*; 120/576               |
| 0010            | Iqaluit, N.T.               | VFF           | 3251100  | CANADA - Arctic and Atlantic      | Ice FAX; 120/576 (Resolute)     |
| 0010            | Iqaluit, N.T.               | VFF           | 7708100  | CANADA - Arctic and Atlantic      | Ice FAX; 120/576 (Resolute)     |
| 0130            | Tokyo                       | JMH           | 3622500  | JAPAN                             | Ice FAX; 120/576                |
| 0130            | Tokyo                       | JMH           | 7795000  | JAPAN                             | Ice FAX; 120/576                |
| 0130            | Tokyo                       | JMH           | 13988500 | JAPAN                             | Ice FAX; 120/576                |
| 0140            | USCG Point Reyes, CA        | NMC/NMC-17    | 4346000  | UNITED STATES - Pacific           | Weather FAX*; 120/576           |
| 0200            | Inuvik, N.W.T.              | VFA           | 8457800  | CANADA - Arctic and Atlantic      | Weather and ice FAX; 120/576    |
| 0230            | USCG Boston, MA             | NMF/NIK/NMF-7 | 4235000  | UNITED STATES - Atlantic and Gulf | Weather FAX*; 120/576           |
| 0400            | Kodiak, AK                  | NOJ           | 2054000  |                                   | Weather and ice FAX*; 120/576   |
| 0400            | Kodiak, AK                  | NOJ           | 4298000  |                                   | Weather and ice FAX*; 120/576   |
| 0400            | Kodiak, AK                  | NOJ           | 8459000  |                                   | Weather and ice FAX*; 120/576   |
| 0400            | Kodiak, AK                  | NOJ           | 12412500 |                                   | Weather and ice FAX*; 120/576   |
| 0430            | Cape Naval (NAVCOMCEN Cape) | ZSJ           | 7508000  | SOUTH AFRICA                      | Weather FAX*; 120/576           |
| 0430            | Cape Naval (NAVCOMCEN Cape) | ZSJ           | 13538000 | SOUTH AFRICA                      | Weather FAX*; 120/576           |
| 0430            | Cape Naval (NAVCOMCEN Cape) | ZSJ           | 4014000  | SOUTH AFRICA                      | Weather FAX*; 120/576           |
| 0430            | Offenbach/Pinneberg         | DDH/DDK       | 3855000  | GERMANY - North Sea               | Weather FAX*; 120/576           |
| 0430            | Offenbach/Pinneberg         | DDH/DDK       | 7880000  | GERMANY - North Sea               | Weather FAX*; 120/576           |
| 0430            | Offenbach/Pinneberg         | DDH/DDK       | 13882500 | GERMANY - North Sea               | Weather FAX*; 120/576           |
| 0438            | USCG Boston, MA             | NMF/NIK/NMF-7 | 4235000  | UNITED STATES - Atlantic and Gulf | Ice FAX; 120/576 (Feb. - Aug.)  |
| 0438            | USCG Boston, MA             | NMF/NIK/NMF-7 | 6340500  | UNITED STATES - Atlantic and Gulf | Ice FAX; 120/576 (Feb. - Aug.)  |
| 0438            | USCG Boston, MA             | NMF/NIK/NMF-7 | 9110000  | UNITED STATES - Atlantic and Gulf | Ice FAX; 120/576 (Feb. - Aug.)  |
| 0500            | Cape Naval (NAVCOMCEN Cape) | ZSJ           | 4014000  | SOUTH AFRICA                      | Weather FAX*; 120/576           |
| 0500            | Cape Naval (NAVCOMCEN Cape) | ZSJ           | 7508000  | SOUTH AFRICA                      | Weather FAX*; 120/576           |
| 0500            | Cape Naval (NAVCOMCEN Cape) | ZSJ           | 13538000 | SOUTH AFRICA                      | Weather FAX*; 120/576           |
| 0500            | Iqaluit, N.T.               | VFF           | 3251100  | CANADA - Arctic and Atlantic      | Ice FAX; 120/576                |
| 0500            | Iqaluit, N.T.               | VFF           | 7708100  | CANADA - Arctic and Atlantic      | Ice FAX; 120/576                |
| 0519            | Honolulu, HI                | KVM70         | 9982500  | US - Hawaii                       | Weather FAX*; 120/576           |
| 0530            | Pevek                       |               | 148000   | RUSSIA - Northern Coasts          | Ice FAX, 90/576                 |
| 0600            | RN Northwood                | GYA           | 2618500  | UNITED KINGDOM                    |                                 |
| 0630            | Cape Naval (NAVCOMCEN Cape) | ZSJ           | 18238000 | SOUTH AFRICA                      | Weather FAX*; 120/576           |
| 0630            | Cape Naval (NAVCOMCEN Cape) | ZSJ           | 7508000  | SOUTH AFRICA                      | Weather FAX*; 120/576           |
| 0630            | Cape Naval (NAVCOMCEN Cape) | ZSJ           | 13538000 | SOUTH AFRICA                      | Weather FAX*; 120/576           |
| 0655            | USCG Point Reyes, CA        | NMC/NMC-17    | 4346000  | UNITED STATES - Pacific           | Weather FAX*; 120/576           |
| 0700            | Iqaluit, N.T.               | VFF           | 3251100  | CANADA - Arctic and Atlantic      | Ice FAX; 120/576 (Resolute)     |
| 0700            | Iqaluit, N.T.               | VFF           | 7708100  | CANADA - Arctic and Atlantic      | Ice FAX; 120/576 (Resolute)     |
| 0700            | Murmansk                    | UDK/UDK2      | 6446000  | RUSSIA - Northern Coasts          | Weather and ice FAX*; 120/576   |
| 0700            | Murmansk                    | UDK/UDK2      | 7907000  | RUSSIA - Northern Coasts          | Weather and ice FAX*; 120/576   |
| 0700            | Murmansk                    | UDK/UDK2      | 8444000  | RUSSIA - Northern Coasts          | Weather and ice FAX*; 120/576   |
| 0730            | Cape Naval (NAVCOMCEN Cape) | ZSJ           | 18238000 | SOUTH AFRICA                      | Weather FAX*; 120/576           |
| 0730            | Cape Naval (NAVCOMCEN Cape) | ZSJ           | 7508000  | SOUTH AFRICA                      | Weather FAX*; 120/576           |
| 0730            | Cape Naval (NAVCOMCEN Cape) | ZSJ           | 13538000 | SOUTH AFRICA                      | Weather FAX*; 120/576           |
| 0745            | Rio de Janeiro Naval        | PWZ-33        | 12665000 | BRAZIL                            | Weather FAX; 120/576            |
| 0745            | Rio de Janeiro Naval        | PWZ-33        | 16978000 | BRAZIL                            | Weather FAX; 120/576            |
| 0800            | Cape Naval (NAVCOMCEN Cape) | ZSJ           | 7508000  | SOUTH AFRICA                      | Ice FAX; 120/576                |
| 0800            | Cape Naval (NAVCOMCEN Cape) | ZSJ           | 13538000 | SOUTH AFRICA                      | Ice FAX; 120/576                |
| 0800            | Cape Naval (NAVCOMCEN Cape) | ZSJ           | 18238000 | SOUTH AFRICA                      | Ice FAX; 120/576                |
| 0800            | Murmansk                    | UDK/UDK2      | 6446000  | RUSSIA - Northern Coasts          | Weather and ice FAX*; 120/576   |
| 0800            | Murmansk                    | UDK/UDK2      | 7907000  | RUSSIA - Northern Coasts          | Weather and ice FAX*; 120/576   |
| 0800            | Murmansk                    | UDK/UDK2      | 8444000  | RUSSIA - Northern Coasts          | Weather and ice FAX*; 120/576   |
| 0800            | RN Northwood                | GYA           | 6834000  | UNITED KINGDOM                    |                                 |
| 0900            | Athens                      | SWA           | 8106900  | GREECE                            | Weather FAX; 120/576            |
| 0900            | Charleville                 | VMC           | 2628000  | AUSTRALIA                         | Weather FAX*; 120/576           |
| 0930            | Offenbach/Pinneberg         | DDH/DDK       | 3855000  | GERMANY - North Sea               | Ice FAX*; 120/576               |
| 0930            | Offenbach/Pinneberg         | DDH/DDK       | 7880000  | GERMANY - North Sea               | Ice FAX*; 120/576               |
| 0930            | Offenbach/Pinneberg         | DDH/DDK       | 13882500 | GERMANY - North Sea               | Ice FAX*; 120/576               |
| 0950            | Kodiak, AK                  | NOJ           | 2054000  |                                   | Weather and ice FAX*; 120/576   |
| 0950            | Kodiak, AK                  | NOJ           | 4298000  |                                   | Weather and ice FAX*; 120/576   |
| 0950            | Kodiak, AK                  | NOJ           | 8459000  |                                   | Weather and ice FAX*; 120/576   |
| 0950            | Kodiak, AK                  | NOJ           | 12412500 |                                   | Weather and ice FAX*; 120/576   |
| 1000            | Iqaluit, N.T.               | VFF           | 3251100  | CANADA - Arctic and Atlantic      | Weather FAX; 120/576            |
| 1000            | Iqaluit, N.T.               | VFF           | 7708100  | CANADA - Arctic and Atlantic      | Weather FAX; 120/576            |
| 1007            | Offenbach/Pinneberg         | DDH/DDK       | 3855000  | GERMANY - North Sea               | Ice FAX*; 120/576               |
| 1007            | Offenbach/Pinneberg         | DDH/DDK       | 7880000  | GERMANY - North Sea               | Ice FAX*; 120/576               |
| 1007            | Offenbach/Pinneberg         | DDH/DDK       | 13882500 | GERMANY - North Sea               | Ice FAX*; 120/576               |
| 1019            | Tokyo                       | JMH           | 3622500  | JAPAN                             | Ice FAX; 120/576                |
| 1019            | Tokyo                       | JMH           | 7795000  | JAPAN                             | Ice FAX; 120/576                |
| 1019            | Tokyo                       | JMH           | 13988500 | JAPAN                             | Ice FAX; 120/576                |
| 1030            | Cape Naval (NAVCOMCEN Cape) | ZSJ           | 18238000 | SOUTH AFRICA                      | Weather FAX*; 120/576           |
| 1030            | Cape Naval (NAVCOMCEN Cape) | ZSJ           | 7508000  | SOUTH AFRICA                      | Weather FAX*; 120/576           |
| 1030            | Cape Naval (NAVCOMCEN Cape) | ZSJ           | 13538000 | SOUTH AFRICA                      | Weather FAX*; 120/576           |
| 1100            | Iqaluit, N.T.               | VFF           | 3251100  | CANADA - Arctic and Atlantic      | Weather FAX; 120/576 (Resolute) |
| 1100            | Iqaluit, N.T.               | VFF           | 7708100  | CANADA - Arctic and Atlantic      | Weather FAX; 120/576 (Resolute) |
| 1100            | Wiluna                      | VMW           | 5755000  | AUSTRALIA                         | Weather FAX*; 120/576           |
| 1100            | Cape Naval (NAVCOMCEN Cape) | ZSJ           | 18238000 | SOUTH AFRICA                      | Weather FAX*; 120/576           |
| 1100            | Cape Naval (NAVCOMCEN Cape) | ZSJ           | 7508000  | SOUTH AFRICA                      | Weather FAX*; 120/576           |
| 1100            | Cape Naval (NAVCOMCEN Cape) | ZSJ           | 13538000 | SOUTH AFRICA                      | Weather FAX*; 120/576           |
| 1115            | Valparaiso Playa Ancha      | CBV           | 4228000  | CHILE                             | Weather FAX; 120/576            |
| 1115            | Valparaiso Playa Ancha      | CBV           | 8677000  | CHILE                             | Weather FAX; 120/576            |
| 1115            | Valparaiso Playa Ancha      | CBV           | 17146400 | CHILE                             | Weather FAX; 120/576            |
| 1120            | USCG Point Reyes, CA        | NMC/NMC-17    | 4346000  | UNITED STATES - Pacific           | Weather FAX*; 120/576           |
| 1121            | Sydney, N.S.                | VCO           | 6915100  | CANADA - Arctic and Atlantic      | Ice FAX; 120/576                |
| 1130            | Valparaiso Playa Ancha      | CBV           | 4228000  | CHILE                             | Weather FAX; 120/576            |
| 1130            | Valparaiso Playa Ancha      | CBV           | 8677000  | CHILE                             | Weather FAX; 120/576            |
| 1130            | Valparaiso Playa Ancha      | CBV           | 17146400 | CHILE                             | Weather FAX; 120/576            |
| 1130            | Pevek                       |               | 148000   | RUSSIA - Northern Coasts          | Ice FAX, 90/576                 |
| 1142            | Sydney, N.S.                | VCO           | 6915100  | CANADA - Arctic and Atlantic      | Ice FAX; 120/576                |
| 1200            | USCG New Orleans, LA        | NMG/NMG-2     | 17146400 | UNITED STATES - Atlantic and Gulf | Weather FAX*; 120/576           |
| 1400            | Murmansk                    | UDK/UDK2      | 6446000  | RUSSIA - Northern Coasts          | Weather and ice FAX*; 120/576   |
| 1400            | Murmansk                    | UDK/UDK2      | 7907000  | RUSSIA - Northern Coasts          | Weather and ice FAX*; 120/576   |
| 1400            | Murmansk                    | UDK/UDK2      | 8444000  | RUSSIA - Northern Coasts          | Weather and ice FAX*; 120/576   |
| 1400            | USCG Point Reyes, CA        | NMC/NMC-17    | 4346000  | UNITED STATES - Pacific           | Weather FAX*; 120/576           |
| 1400            | USCG Boston, MA             | NMF/NIK/NMF-7 | 12750000 | UNITED STATES - Atlantic and Gulf | Weather FAX*; 120/576           |
| 1430            | Murmansk                    | UDK/UDK2      | 6446000  | RUSSIA - Northern Coasts          | Weather and ice FAX*; 120/576   |
| 1430            | Murmansk                    | UDK/UDK2      | 7907000  | RUSSIA - Northern Coasts          | Weather and ice FAX*; 120/576   |
| 1430            | Murmansk                    | UDK/UDK2      | 8444000  | RUSSIA - Northern Coasts          | Weather and ice FAX*; 120/576   |
| 1430            | Pevek                       |               | 148000   | RUSSIA - Northern Coasts          | Ice FAX, 90/576                 |
| 1520            | Offenbach/Pinneberg         | DDH/DDK       | 3855000  | GERMANY - North Sea               | Ice FAX*; 120/576               |
| 1520            | Offenbach/Pinneberg         | DDH/DDK       | 7880000  | GERMANY - North Sea               | Ice FAX*; 120/576               |
| 1520            | Offenbach/Pinneberg         | DDH/DDK       | 13882500 | GERMANY - North Sea               | Ice FAX*; 120/576               |
| 1530            | Cape Naval (NAVCOMCEN Cape) | ZSJ           | 18238000 | SOUTH AFRICA                      | Weather FAX*; 120/576           |
| 1530            | Cape Naval (NAVCOMCEN Cape) | ZSJ           | 7508000  | SOUTH AFRICA                      | Weather FAX*; 120/576           |
| 1530            | Cape Naval (NAVCOMCEN Cape) | ZSJ           | 13538000 | SOUTH AFRICA                      | Weather FAX*; 120/576           |
| 1540            | Offenbach/Pinneberg         | DDH/DDK       | 3855000  | GERMANY - North Sea               | Ice FAX*; 120/576               |
| 1540            | Offenbach/Pinneberg         | DDH/DDK       | 7880000  | GERMANY - North Sea               | Ice FAX*; 120/576               |
| 1540            | Offenbach/Pinneberg         | DDH/DDK       | 13882500 | GERMANY - North Sea               | Ice FAX*; 120/576               |
| 1600            | USCG Boston, MA             | NMF/NIK/NMF-7 | 6340500  | UNITED STATES - Atlantic and Gulf | Ice FAX; 120/576 (Feb. - Aug.)  |
| 1600            | USCG Boston, MA             | NMF/NIK/NMF-7 | 9110000  | UNITED STATES - Atlantic and Gulf | Ice FAX; 120/576 (Feb. - Aug.)  |
| 1600            | USCG Boston, MA             | NMF/NIK/NMF-7 | 12750000 | UNITED STATES - Atlantic and Gulf | Ice FAX; 120/576 (Feb. - Aug.)  |
| 1600            | Kodiak, AK                  | NOJ           | 2054000  |                                   | Weather and ice FAX*; 120/576   |
| 1600            | Kodiak, AK                  | NOJ           | 4298000  |                                   | Weather and ice FAX*; 120/576   |
| 1600            | Kodiak, AK                  | NOJ           | 8459000  |                                   | Weather and ice FAX*; 120/576   |
| 1600            | Kodiak, AK                  | NOJ           | 12412500 |                                   | Weather and ice FAX*; 120/576   |
| 1630            | Rio de Janeiro Naval        | PWZ-33        | 12665000 | BRAZIL                            | Weather FAX; 120/576            |
| 1630            | Rio de Janeiro Naval        | PWZ-33        | 16978000 | BRAZIL                            | Weather FAX; 120/576            |
| 1630            | Valparaiso Playa Ancha      | CBV           | 4228000  | CHILE                             | Weather FAX; 120/576            |
| 1630            | Valparaiso Playa Ancha      | CBV           | 8677000  | CHILE                             | Weather FAX; 120/576            |
| 1630            | Valparaiso Playa Ancha      | CBV           | 17146400 | CHILE                             | Weather FAX; 120/576            |
| 1630            | Inuvik, N.W.T.              | VFA           | 8457800  | CANADA - Arctic and Atlantic      | Weather and ice FAX; 120/576    |
| 1645            | Valparaiso Playa Ancha      | CBV           | 4228000  | CHILE                             | Weather FAX; 120/576            |
| 1645            | Valparaiso Playa Ancha      | CBV           | 8677000  | CHILE                             | Weather FAX; 120/576            |
| 1645            | Valparaiso Playa Ancha      | CBV           | 17146400 | CHILE                             | Weather FAX; 120/576            |
| 1719            | Honolulu, HI                | KVM70         | 16135000 | UNITED STATES - Hawaii            | Weather FAX*; 120/576           |
| 1741            | Sydney, N.S.                | VCO           | 6915100  | CANADA - Arctic and Atlantic      | Ice FAX; 120/576                |
| 1810            | USCG Boston, MA             | NMF/NIK/NMF-7 | 6340500  | UNITED STATES - Atlantic and Gulf | Ice FAX; 120/576 (Feb. - Aug.)  |
| 1810            | USCG Boston, MA             | NMF/NIK/NMF-7 | 9110000  | UNITED STATES - Atlantic and Gulf | Ice FAX; 120/576 (Feb. - Aug.)  |
| 1810            | USCG Boston, MA             | NMF/NIK/NMF-7 | 12750000 | UNITED STATES - Atlantic and Gulf | Ice FAX; 120/576 (Feb. - Aug.)  |
| 1840            | USCG Point Reyes, CA        | NMC/NMC-17    | 22527000 | UNITED STATES - Pacific           | Weather FAX*; 120/576           |
| 1900            | Charleville                 | VMC           | 20469000 | AUSTRALIA                         | Weather FAX*; 120/576           |
| 1900            | Northwood, UK               | GYA           | 11086500 | EUROPE                            | Weather FAX; 120/576            |
| 1915            | Valparaiso Playa Ancha      | CBV           | 4228000  | CHILE                             | Weather FAX; 120/576            |
| 1915            | Valparaiso Playa Ancha      | CBV           | 8677000  | CHILE                             | Weather FAX; 120/576            |
| 1915            | Valparaiso Playa Ancha      | CBV           | 17146400 | CHILE                             | Weather FAX; 120/576            |
| 1930            | Valparaiso Playa Ancha      | CBV           | 4228000  | CHILE                             | Weather FAX; 120/576            |
| 1930            | Valparaiso Playa Ancha      | CBV           | 8677000  | CHILE                             | Weather FAX; 120/576            |
| 1930            | Valparaiso Playa Ancha      | CBV           | 17146400 | CHILE                             | Weather FAX; 120/576            |
| 2000            | Murmansk                    | UDK/UDK2      | 6446000  | RUSSIA - Northern Coasts          | Weather and ice FAX*; 120/576   |
| 2000            | Murmansk                    | UDK/UDK2      | 7907000  | RUSSIA - Northern Coasts          | Weather and ice FAX*; 120/576   |
| 2000            | Murmansk                    | UDK/UDK2      | 8444000  | RUSSIA - Northern Coasts          | Weather and ice FAX*; 120/576   |
| 2100            | Offenbach/Pinneberg         | DDH/DDK       | 3855000  | GERMANY - North Sea               | Ice FAX*; 120/576               |
| 2100            | Offenbach/Pinneberg         | DDH/DDK       | 7880000  | GERMANY - North Sea               | Ice FAX*; 120/576               |
| 2100            | Offenbach/Pinneberg         | DDH/DDK       | 13882500 | GERMANY - North Sea               | Ice FAX*; 120/576               |
| 2100            | Wiluna                      | VMW           | 18060000 | AUSTRALIA                         | Weather FAX*; 120/576           |
| 2100            | Iqaluit, N.T.               | VFF           | 3251100  | CANADA - Arctic and Atlantic      | Weather FAX; 120/576            |
| 2100            | Iqaluit, N.T.               | VFF           | 7708100  | CANADA - Arctic and Atlantic      | Weather FAX; 120/576            |
| 2115            | Offenbach/Pinneberg         | DDH/DDK       | 3855000  | GERMANY - North Sea               | Ice FAX*; 120/576               |
| 2115            | Offenbach/Pinneberg         | DDH/DDK       | 7880000  | GERMANY - North Sea               | Ice FAX*; 120/576               |
| 2115            | Offenbach/Pinneberg         | DDH/DDK       | 13882500 | GERMANY - North Sea               | Ice FAX*; 120/576               |
| 2125            | Iqaluit, N.T.               | VFF           | 3251100  | CANADA - Arctic and Atlantic      | Ice FAX; 120/576                |
| 2125            | Iqaluit, N.T.               | VFF           | 7708100  | CANADA - Arctic and Atlantic      | Ice FAX; 120/576                |
| 2150            | Kodiak, AK                  | NOJ           | 2054000  |                                   | Weather and ice FAX*; 120/576   |
| 2150            | Kodiak, AK                  | NOJ           | 4298000  |                                   | Weather and ice FAX*; 120/576   |
| 2150            | Kodiak, AK                  | NOJ           | 8459000  |                                   | Weather and ice FAX*; 120/576   |
| 2150            | Kodiak, AK                  | NOJ           | 12412500 |                                   | Weather and ice FAX*; 120/576   |
| 2200            | Sydney, N.S.                | VCO           | 4416000  | CANADA - Arctic and Atlantic      | Ice FAX; 120/576                |
| 2200            | Valparaiso Playa Ancha      | CBV           | 4228000  | CHILE                             | Weather FAX; 120/576            |
| 2200            | Valparaiso Playa Ancha      | CBV           | 8677000  | CHILE                             | Weather FAX; 120/576            |
| 2200            | Valparaiso Playa Ancha      | CBV           | 17146400 | CHILE                             | Weather FAX; 120/576            |
| 2215            | Valparaiso Playa Ancha      | CBV           | 4228000  | CHILE                             | Ice FAX; 120/576                |
| 2215            | Valparaiso Playa Ancha      | CBV           | 8677000  | CHILE                             | Ice FAX; 120/576                |
| 2215            | Valparaiso Playa Ancha      | CBV           | 17146400 | CHILE                             | Ice FAX; 120/576                |
| 2222            | Halifax, N.S.               | VCS/CFH       | 4271000  | CANADA - Arctic and Atlantic      | Ice FAX*; 120/576               |
| 2222            | Halifax, N.S.               | VCS/CFH       | 6496400  | CANADA - Arctic and Atlantic      | Ice FAX*; 120/576               |
| 2222            | Halifax, N.S.               | VCS/CFH       | 10536000 | CANADA - Arctic and Atlantic      | Ice FAX*; 120/576               |
| 2222            | Halifax, N.S.               | VCS/CFH       | 13510000 | CANADA - Arctic and Atlantic      | Ice FAX*; 120/576               |
| 2230            | Cape Naval (NAVCOMCEN Cape) | ZSJ           | 4014000  | SOUTH AFRICA                      | Weather FAX*; 120/576           |
| 2230            | Cape Naval (NAVCOMCEN Cape) | ZSJ           | 7508000  | SOUTH AFRICA                      | Weather FAX*; 120/576           |
| 2230            | Cape Naval (NAVCOMCEN Cape) | ZSJ           | 13538000 | SOUTH AFRICA                      | Weather FAX*; 120/576           |
| 2230            | Valparaiso Playa Ancha      | CBV           | 4228000  | CHILE                             | Weather FAX; 120/576            |
| 2230            | Valparaiso Playa Ancha      | CBV           | 8677000  | CHILE                             | Weather FAX; 120/576            |
| 2230            | Valparaiso Playa Ancha      | CBV           | 17146400 | CHILE                             | Weather FAX; 120/576            |
| 2301            | Halifax, N.S.               | VCS/CFH       | 4271000  | CANADA - Arctic and Atlantic      | Ice FAX*; 120/576               |
| 2301            | Halifax, N.S.               | VCS/CFH       | 6496400  | CANADA - Arctic and Atlantic      | Ice FAX*; 120/576               |
| 2301            | Halifax, N.S.               | VCS/CFH       | 10536000 | CANADA - Arctic and Atlantic      | Ice FAX*; 120/576               |
| 2301            | Halifax, N.S.               | VCS/CFH       | 13510000 | CANADA - Arctic and Atlantic      | Ice FAX*; 120/576               |
| 2310            | Valparaiso Playa Ancha      | CBV           | 4228000  | CHILE                             | Weather FAX; 120/576            |
| 2310            | Valparaiso Playa Ancha      | CBV           | 8677000  | CHILE                             | Weather FAX; 120/576            |
| 2310            | Valparaiso Playa Ancha      | CBV           | 17146400 | CHILE                             | Weather FAX; 120/576            |
| 2320            | USCG Point Reyes, CA        | NMC/NMC-17    | 22527000 | UNITED STATES - Pacific           | Weather FAX*; 120/576           |
| 2325            | Valparaiso Playa Ancha      | CBV           | 4228000  | CHILE                             | Weather FAX; 120/576            |
| 2325            | Valparaiso Playa Ancha      | CBV           | 8677000  | CHILE                             | Weather FAX; 120/576            |
| 2325            | Valparaiso Playa Ancha      | CBV           | 17146400 | CHILE                             | Weather FAX; 120/576            |
| 2330            | Iqaluit, N.T.               | VFF           | 3251100  | CANADA - Arctic and Atlantic      | Weather FAX; 120/576 (Resolute) |
| 2330            | Iqaluit, N.T.               | VFF           | 7708100  | CANADA - Arctic and Atlantic      | Weather FAX; 120/576 (Resolute) |
| 2331            | Sydney, N.S.                | VCO           | 4416000  | CANADA - Arctic and Atlantic      | Ice FAX; 120/576                |